# Blera notata
Blera notata är en tvåvingeart som först beskrevs av Christian Rudolph Wilhelm Wiedemann 1830.  Blera notata ingår i släktet stubblomflugor, och familjen blomflugor. Inga underarter finns listade i Catalogue of Life.